# Château de Montmorin
Pour les articles homonymes, voir Montmorin.
Le château de Montmorin est un château fort en ruines du XIIe siècle remanié par la suite, il est situé à Montmorin, en France.
Le château (ensemble des ruines) fait l'objet d'un classement au titre des monuments historiques par arrêté du 31 décembre 1985.

## Situation
Les vestiges du château de Montmorin sont situés dans le département du Puy-de-Dôme sur la commune de Montmorin, en région Auvergne-Rhône-Alpes, à 3 km au sud-est de Billom. Sa position lui permet d'offrir, à partir du chemin de ronde, un vaste panorama s'étendant des monts Dôme à l'ouest aux monts du Forez à l'est.

## Histoire
Le château est le berceau de la famille de Montmorin de Saint-Hérem, une des plus puissantes familles de la noblesse auvergnate.

## Description
Il subsiste des vestiges importants de cette forteresse médiévale, en particulier le châtelet d'entrée avec ses deux tours rondes.
La partie la plus ancienne est constituée de l'enceinte intérieure et remonte aux XIIe et XIIIe siècles. L'enceinte extérieure et le châtelet d'entrée sont du XIVe siècle. Quelques remaniements ont encore eu lieu aux XVe et XVIe siècles.
Musée
Un petit musée est installé dans le corps de garde, appuyé sur une courtine. Il comporte quatre salles qui présentent :
- des armes du XIIIe au XVIIIe siècle ;
- des outils et des objets des traditions populaires d'Auvergne ;
- une chambre meublée ;
- du matériel archéologique provenant des fouilles, en particulier d'un dépotoir.